# Lübeck-Schlutup
Schlutup ist ein altes Fischerdorf am Breitling des unteren Laufs der Trave und mit knapp 6000 Einwohnern der kleinste Stadtteil der Hansestadt Lübeck im deutschen Land Schleswig-Holstein.

## Lage
Der Ortsteil liegt südlich der Untertrave und ist vom Zentrum Lübecks durch den Stadtteil St. Gertrud mit seinen ausgedehnten Stadtforsten des Lauerholzes getrennt.
Schlutup ist über die B 104 sowohl mit der A 20 in Mecklenburg-Vorpommern als auch durch den Herrentunnel und die A 226 mit der A 1 verbunden.
Europas längster Fernradweg, der Iron Curtain Trail, welcher entlang des ehemaligen Eisernen Vorhangs von Norwegen bis zum Schwarzen Meer verläuft, berührt auch Schlutup.
In Schlutup liegt das gleichnamige auf Wilhelm Ohnesorge zurückgehende Landschaftsschutzgebiet, das mit gehölzreichen Brachflächen, Mager- und Trockenrasen sowie Feuchtbiotopen wie dem Mühlenteich, der Speckmoorniederung, dem Schwarzmühlenteich, dem ehemaligen Müllermoor und dem unbebauten Uferabschnitt der Untertrave eine Gesamtfläche von etwa 170 Hektar umfasst.

## Wirtschaft und Infrastruktur

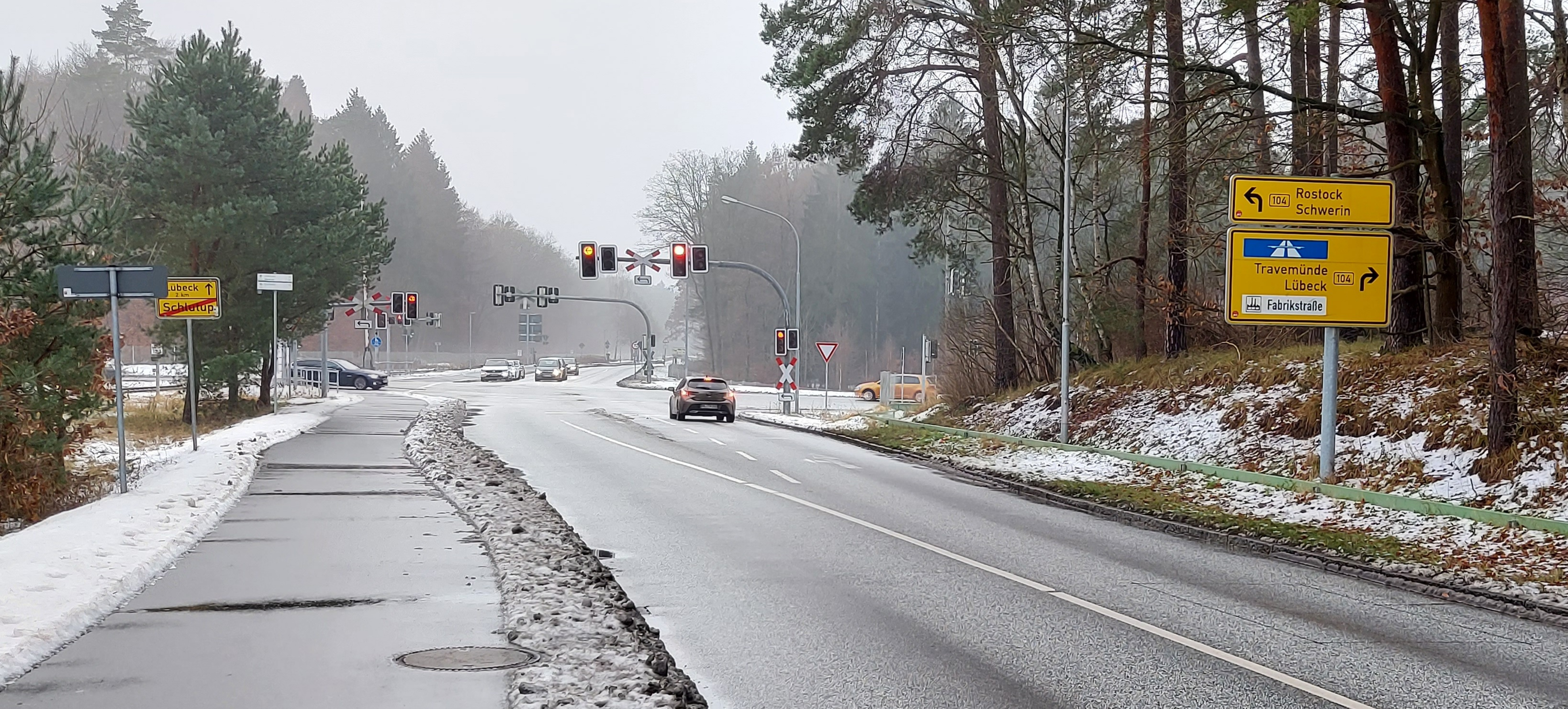
Die Kreuzung der B104-Umgehung von Schlutup mit der Wesloer Landstraße und der Wesloer Straße am südwestlichen Ortseingang

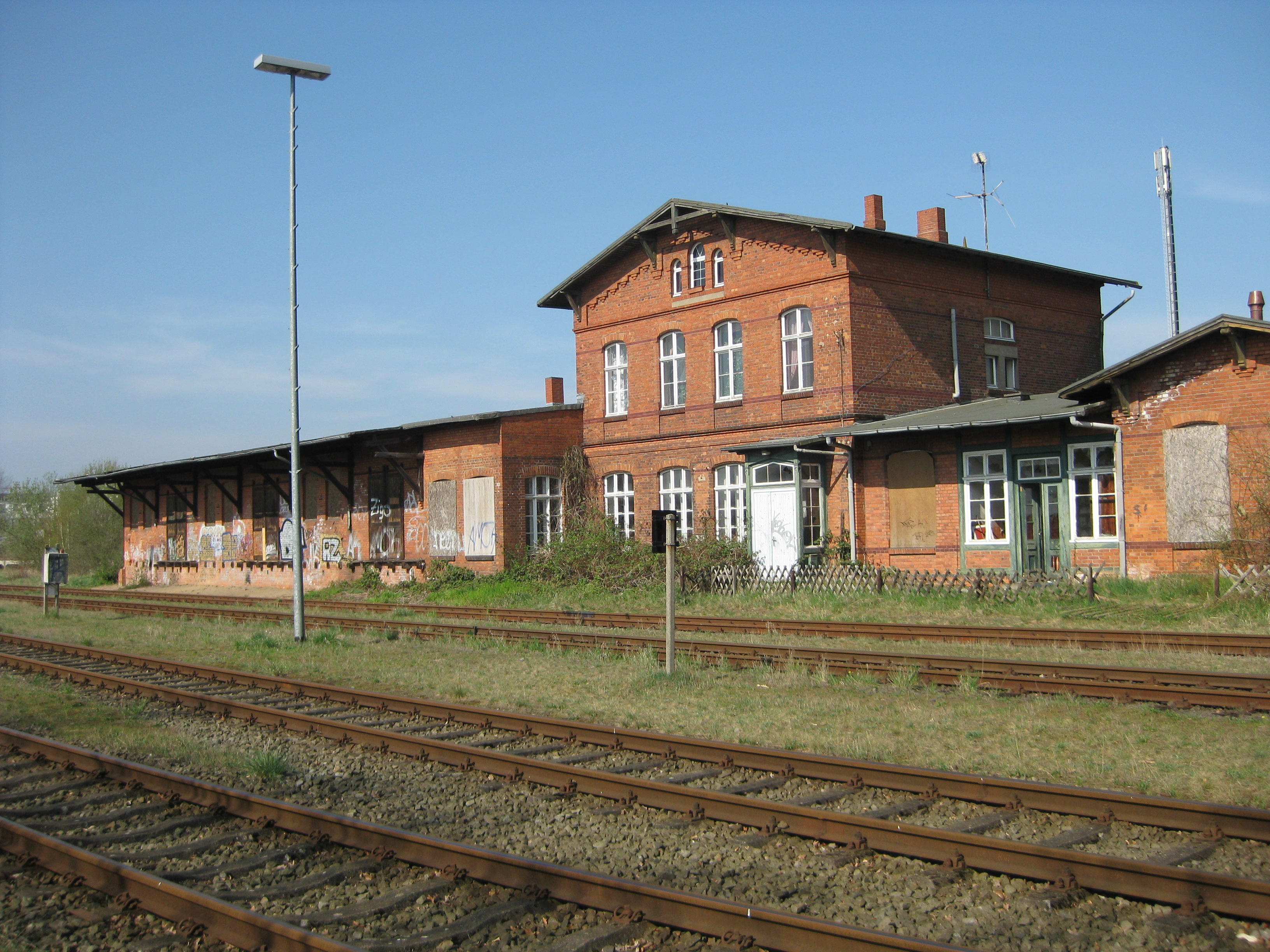
Bahnhofsgebäude in Schlutup

Als Fischereihafen ist Schlutup Standort fischverarbeitender Betriebe. Der Hauptumschlag des von der Lübecker Hafengesellschaft (LHG) betriebenen Schlutuper Hafens besteht heute aus Papier und Zellulose, das mit Schiffen aus Skandinavien nach Deutschland gebracht wird. Seit Mitte 2016 wird gut die Hälfte der Menge dieser Forstprodukte über den Kieler Ostuferhafen umgeschlagen. Dadurch bleiben Kapazitäten im Terminal Schlutup ungenutzt.
Der Personenverkehr auf der 1902 eröffneten Eisenbahnstrecke nach Schlutup wurde bereits 1916 eingestellt, als die Straßenbahn bis Schlutup verlängert wurde. Es blieb der Güterverkehr. Am alten Bahnhofsgebäude in Schlutup, das heute unter Denkmalschutz steht, wurden noch eine Weile Güter umgeschlagen. Das Gebäude wird heute von der Bahn nicht mehr genutzt. Der Bahnhof dient weiterhin als Rangier- und Sammelplatz für die mit Papierrollen beladenen Güterwagen, die am Schlutuper Hafen vom Schiff auf die Eisenbahn verladen und bis nach Italien befördert werden.
Für den Personenverkehr ist Schlutup mit zwei Stadtbuslinien der Stadtverkehr Lübeck (SL) mit dem Zentrum verbunden, die tagsüber im 15-Minuten-Takt verkehren. Ein zusätzliches Verkehrsangebot besteht durch die Grevesmühlener Busbetriebe, die eine Regionalbuslinie von Grevesmühlen über Schönberg, Selmsdorf und Schlutup bis zum ZOB am Lübecker Hauptbahnhof betreiben.
Der Brandschutz wird durch die Freiwillige Feuerwehr (Wesloer Straße) sowie durch die Berufsfeuerwehr Lübeck (Feuerwache 4, Am Fischereihafen) sichergestellt. Dort ist auch der Liegeplatz eines Löschbootes.

## Geschichte
Das Fischerdorf wurde 1225 erstmals in einer Urkunde des Bischofs Berthold von Lübeck als 'Vretup' erwähnt.
Am 28. März 1906 wurde die Landgemeinde Schlutup geteilt: Alt Lauerhof, Wesloe (einstige Feldmarken im heutigen St. Gertrud), Brandenbaum und Hohenwarte bildeten die neue Landgemeinde Wesloe. Schlutup zählte nach der Teilung 403 Haushalte mit 1712 Bewohnern. Eine neue Gemeindeordnung trat in Kraft.
Schlutup hatte sich zu einem Zentrum der deutschen Fischindustrie entwickelt und seine Räuchereibesitzer hatten sich an den Lübecker Industrie-Vereins gewandt, um einen Gleisanschluss zu erhalten. Vor allem der energischen Fürsprache Emil Possehls, Beisitzer des Vereinsvorstands, in der Bürgerschaft war es zu verdanken, dass mit Blick auf die wachsende Konkurrenz in Kiel und Altona das Projekt 1902 verwirklicht wurde.
Schlutup wurde am 1. April 1913, dem Jahrestag des Geburtstages Otto von Bismarcks, zusammen mit anderen Gemeinden in das Gebiet der Hansestadt Lübeck eingemeindet. Im Jahr darauf wurde man mit der Stichlinie 15 an das Lübeckische Straßenbahnnetz angeschlossen. Sie kam durch die Mecklenburger Straße ins Zentrum, welches entwicklungsbedingt schon lange nicht mehr der historische Stadtkern war, und umschloss den Markt in einer heute noch größtenteils erhaltenen Wendeschleife.

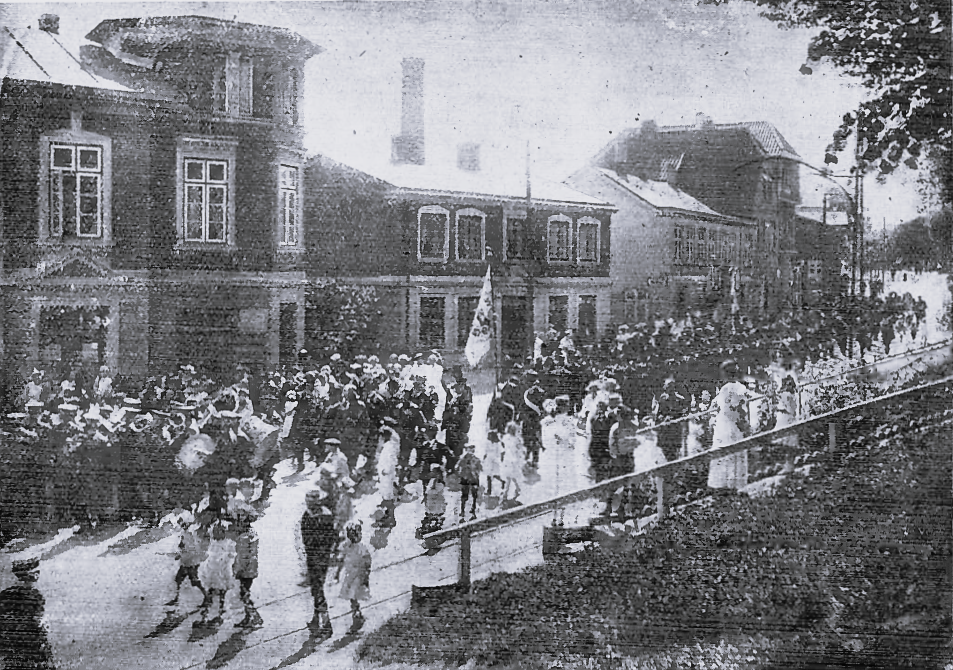
Festmarsch durch die Mecklenburger Straße
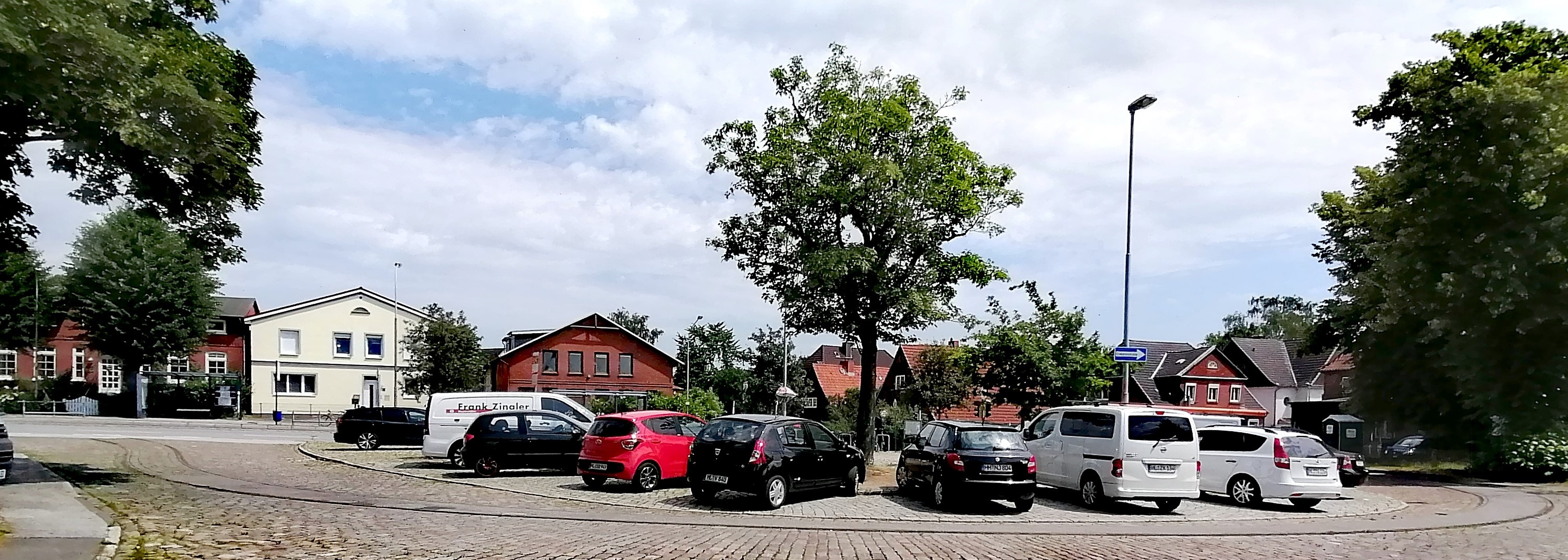
Ehem. Wendeschleife um den Markt (2022)

In der Zeit des Nationalsozialismus befand sich an der heutigen Mecklenburger Straße hinter dem Behnturm das Travelager Schlutup, ein Lager für ausländische Zwangsarbeiter. Es hatte im Mai 1945 1.100 Insassen. Ab 1933 bis zum Ende des Krieges befand sich auch eine Fabrik für Spezialmunition der Deutsche Waffen und Munitionsfabriken an der Mecklenburger Straße. Sie umfasste eine Fläche von 400 Hektar Land. Hier wurden unter anderem die Minenmunition und die Luft-Luft-Rakete R4M entwickelt. Als Arbeitskräfte waren Zwangsarbeiter aller Nationen beschäftigt und in den folgenden Lagern untergebracht:
- Turnhalle am Meilenstein in Schlutup
- Katz+Klumpp
- Bau-Brüggen an der Trave in Lübeck
- Am Breitling in der Mecklenburger Straße
- Gothmundlager in der Travemünder Landstraße
- Lager Am Stau
- Lager Eichholz 1 Brandenbaumer Landstraße 260–265
- Lager Eichholz 2 Brandenbaumer Landstraße Bohlkamp
- Lager Waldblick Wesloer Straße 52 / MfM.

### Schlutup als Grenzort

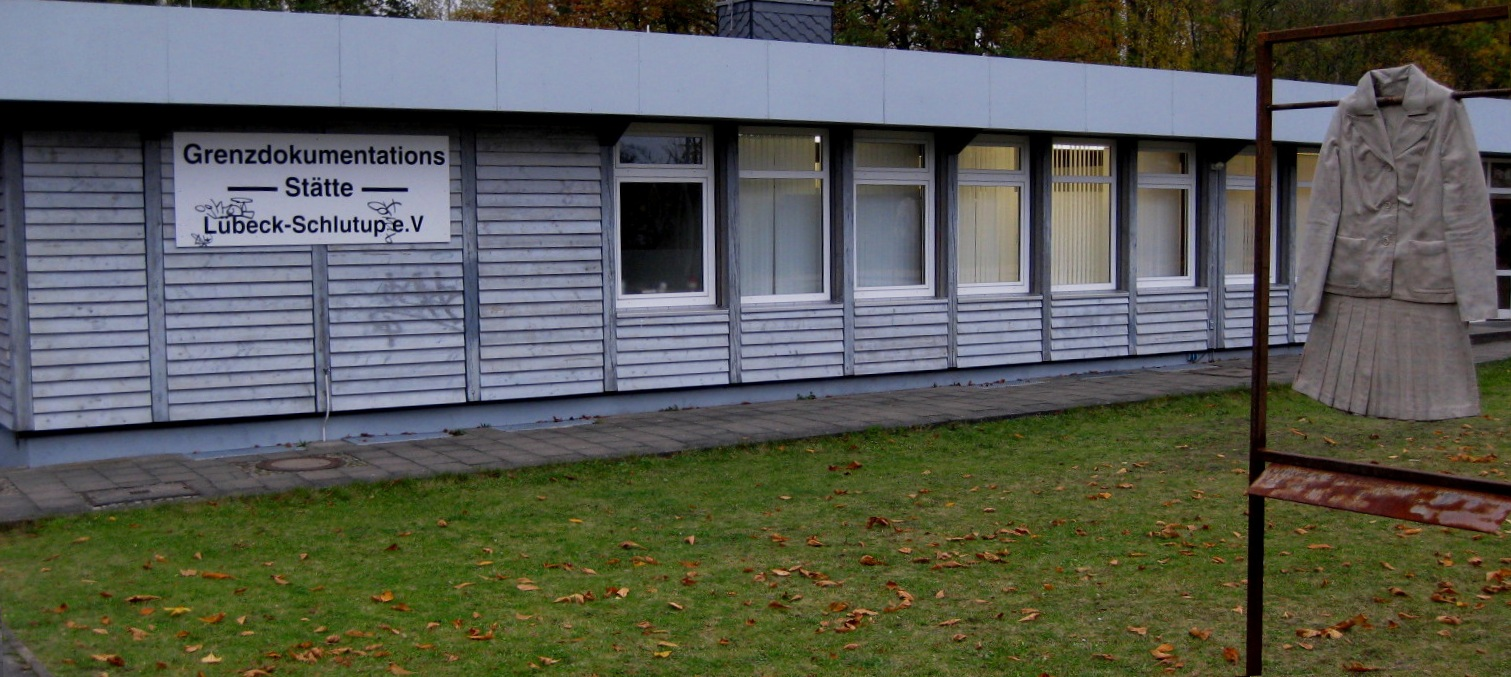
Grenz-Dokumentationsstätte Lübeck-Schlutup im ehemaligen Zollgebäude

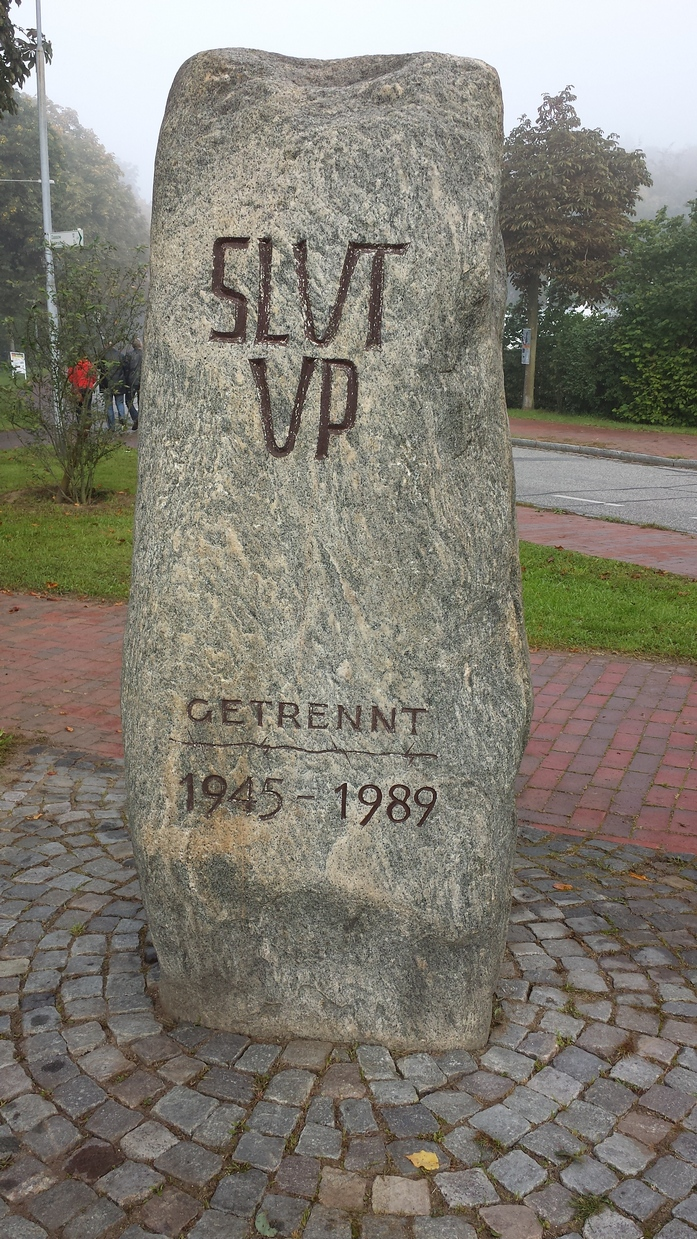
Gedenkstein deutsche Teilung am ehemaligen Grenzübergang

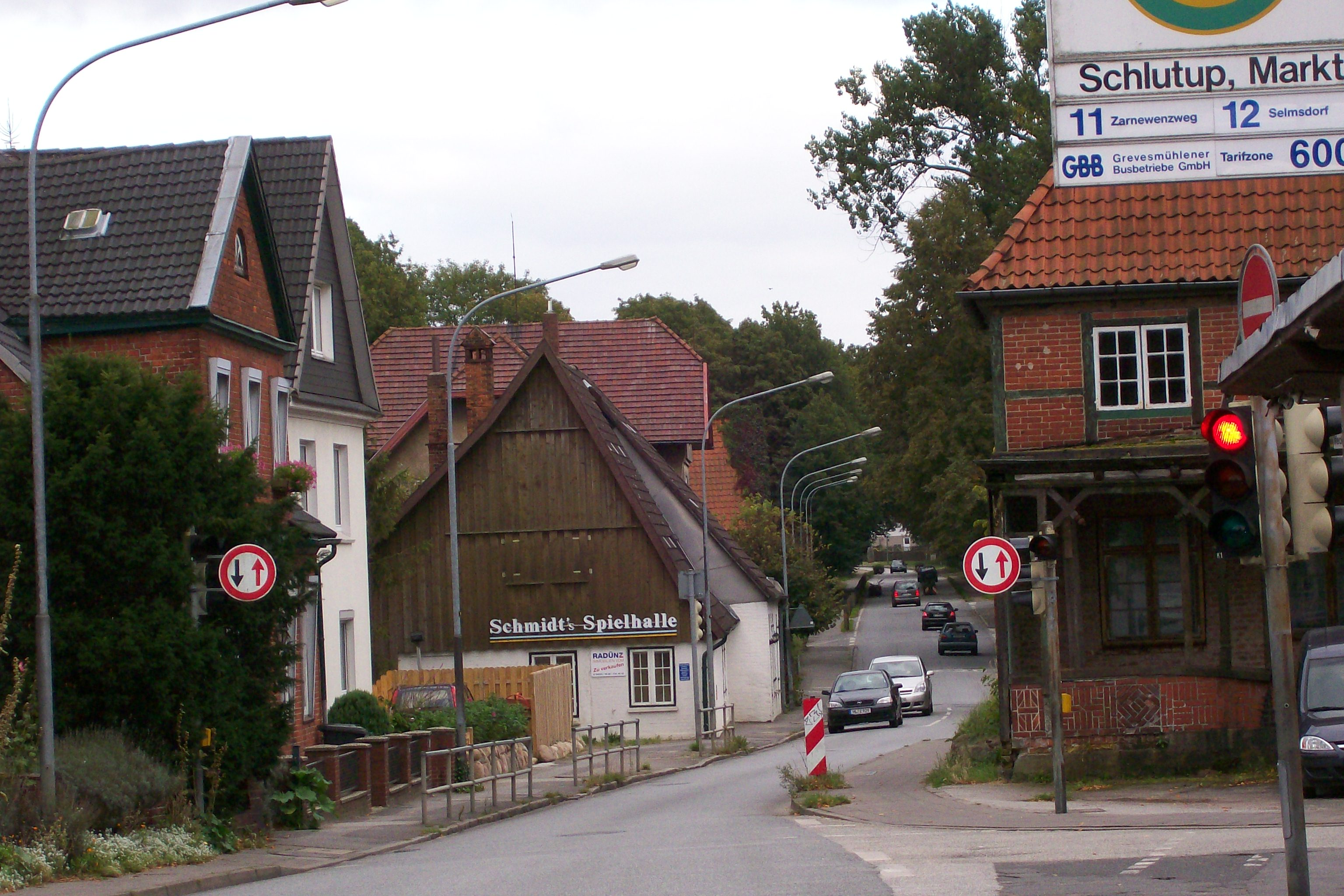
Vom 1. März 1960 bis 1990 war die Mecklenburger Straße die Zufahrt zum Grenzübergang in die DDR, hier die Engstelle östlich des Markts

Bis zur Deutschen Einheit 1990 lag Schlutup direkt an der innerdeutschen Grenze. Der Grenzübergang Schlutup war der nördlichste Grenzübergang zur DDR für den Transitverkehr nach Skandinavien über Rostock und Rügen. Auch sämtlicher Verkehr in der unmittelbaren Nachwendezeit durchquerte das Dorf; so die Gift- und Sondermülltransporte zur wenige Kilometer entfernten DDR-Sondermülldeponie Schönberg, die Abfälle aus ganz Europa anzog.
In der Grenz-Dokumentationsstätte Lübeck-Schlutup, einem ehemaligen Zollhaus, wird an die Geschichte der Teilung Deutschlands und insbesondere an die Situation in Lübeck und dessen Stadtteil Schlutup erinnert.

### Nach 1989
Nach der Wende wurde insbesondere der Straßenabschnitt östlich des Schlutuper Markts zum Engpass, bis eine Umgehungsstraße auf dem ehemaligen Grenzstreifen Entlastung brachte. Heute ist die Ortsdurchfahrt verkehrsberuhigt. Die Umgehungsstraße und die A 20 nehmen den Durchgangs- und Fernverkehr auf. Im Bereich des ehemaligen Grenzübergangs befinden sich heute die Gewerbegebiete der mecklenburgischen Nachbargemeinde Selmsdorf.

## Feuerwehr
In dem Ortsteil befinden sich zwei Feuerwehren.
Die Freiwillige Feuerwehr Schlutup in der Ortsmitte wurde im Jahr 1881 gegründet und hat von den Lübecker Feuerwehren das größte Einsatzgebiet. Mit einem Löschgruppenfahrzeug, einem Hilfeleistungslöschgruppenfahrzeug, einem Tanklöschfahrzeug, einem Rüstwagen und einem Mehrzweckfahrzeug (Sprinter) zeigt die Feuerwehr einen großen Fuhrpark vor.
Die am Hafen liegende Berufsfeuerwehr 4 besitzt ein Hilfeleistungslöschgruppenfahrzeug, ein Personenkraftfahrzeug, ein Feuerlöschboot und einen Rettungswagen.

## Schulen

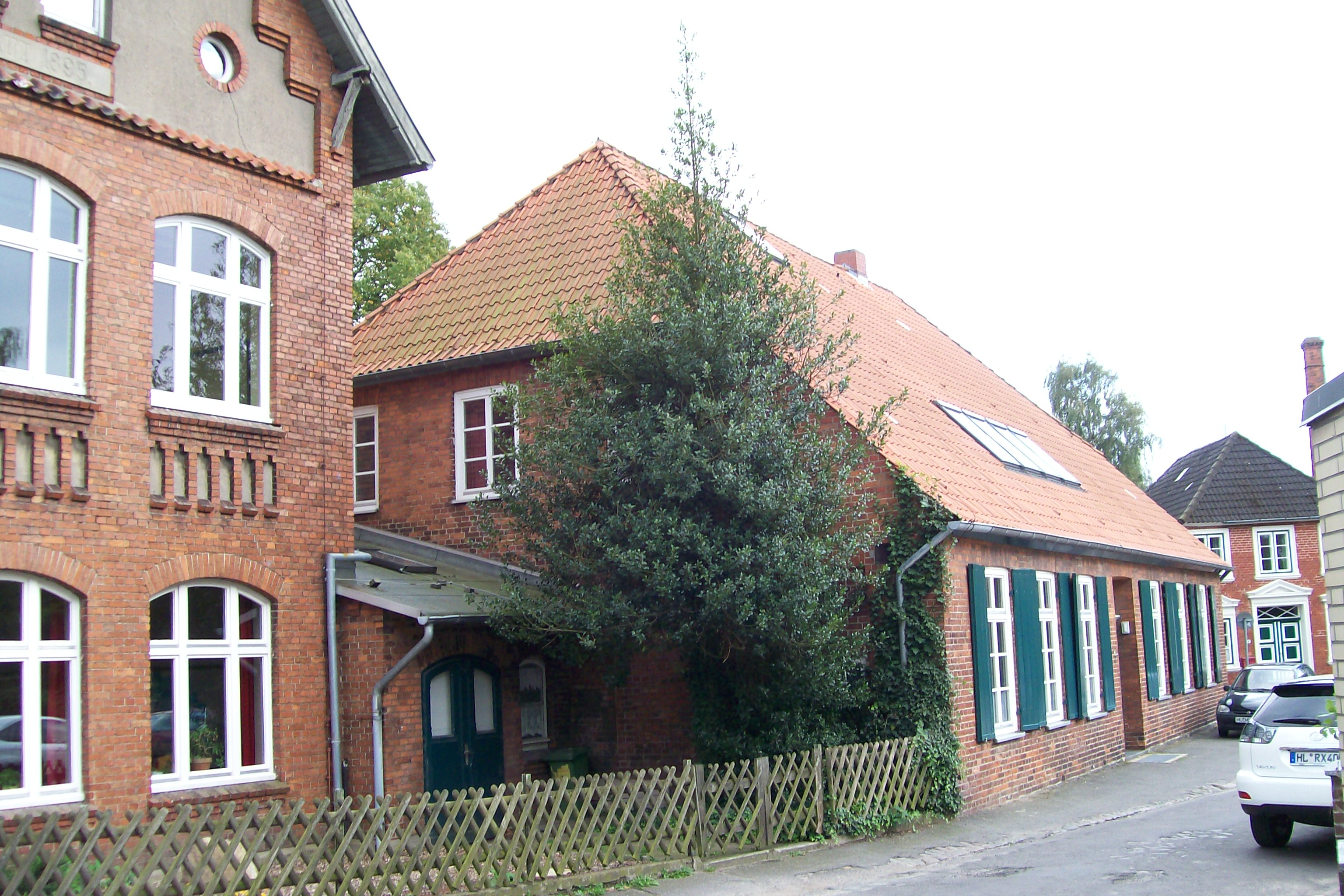
IGS Willy-Brandt-Schule in der Kirchstraße

Die Grund- und Gemeinschaftsschule Willy-Brandt-Schule erhielt ihren Namen nach dem in Lübeck geborenen früheren Bundeskanzler und Friedensnobelpreisträger Willy Brandt im März 2007.
Die Realschule in Schlutup wurde 1999 aufgelöst.
Mit Beginn des Schuljahres 2010/2011 wurde die Grundschule Schlutup Teil der Willy-Brandt-Schule. Die Willy-Brandt-Schule hat je einen Gebäudekomplex für die Grundschule im Krümmling, die Jahrgangsstufen 9&10 in der Schlutuper Kirchstraße und die Klassen 5–8 in der Straße Beim Meilenstein. Die Schule zeichnet sich durch ein musisch-kulturelles Profil aus. Im Schuljahr 2018/2019 wurden insgesamt 459 Schüler in 24 Klassen unterrichtet.

## Kirchen
Die evangelisch-lutherische St.-Andreas-Kirche in der Schlutuper Kirchstraße wurde als Saalkirche der Backsteingotik 1436 errichtet. Der Turm wurde Ende des 16. Jahrhunderts im Zuge einer Erneuerung hinzugefügt. Weitere Überarbeitungen erfolgten 1826 und 1874. Die Kirche verfügt über eine reiche Ausstattung des 16. bis 18. Jahrhunderts.
Die römisch-katholische St.-Ansgar-Kirche in der Wesloer Straße wurde am 1. März 2004 geschlossen („profaniert“). Am 29. Februar 2004 fand der letzte Gottesdienst in der St.-Ansgar-Kirche statt. Im September 2006 wurde das Kirchengebäude abgerissen.
Die Neuapostolische Kirche befindet sich seit 1948 im Stadtteil Schlutup. Bis 1982 in einem angemieteten Raum in der Mecklenburger Straße 83. 1982 wurde am Schlutuper Markt dann ein Neubau errichtet, der 2002 nach zwanzig Jahren vergrößert wurde.

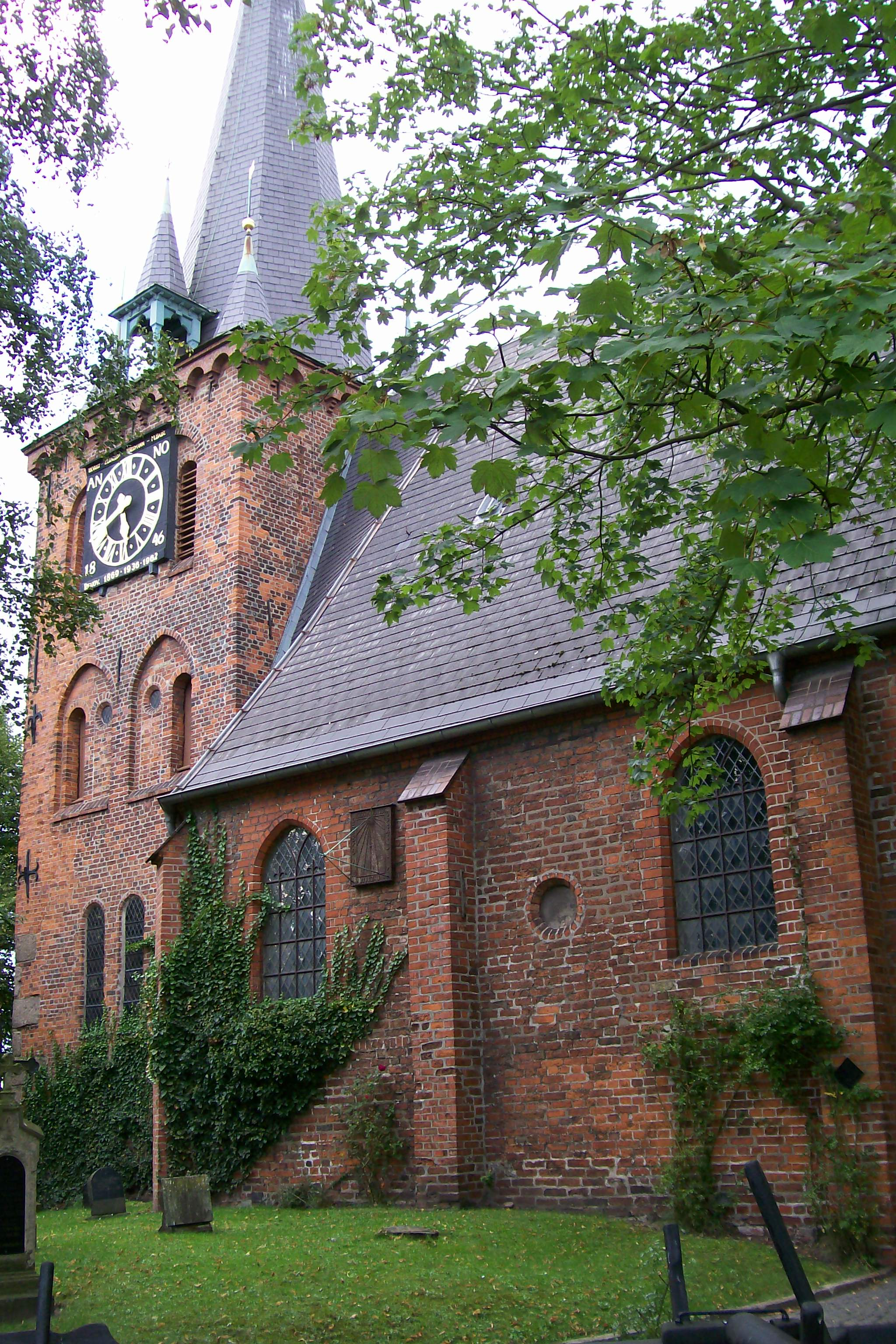
St. Andreas, 1436 errichtet
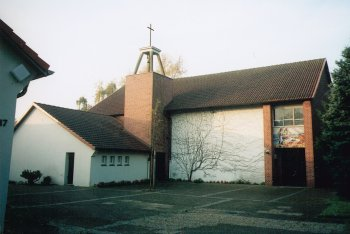
St. Ansgar, 2006 abgerissen

## Kulturdenkmale
- Liste der Kulturdenkmale in Lübeck-Schlutup

## Sport
- TSV Schlutup von 1907 e. V.
- Karate- und Sportfreunde Lübeck e. V.
- Seglerverein  Schlutup von 1978 e. V.

## Schlutup und die Fischverarbeitung
Bereits in den 1860er Jahren wurden im kleinen Stil Fischräuchereien betrieben. Im Zuge der Industrialisierung wurde dann die Fischverarbeitung der bedeutendste Wirtschaftszweig der Region. Im Jahre 1907 gab es 24 Betriebe in Schlutup; 1929 waren es schon 40.
Im großen Stil wurden Aushilfskräfte aus weiten Bereichen Mecklenburgs für die Filetierung und Weiterverarbeitung im Wesentlichen von Heringen beschäftigt. Diese Situation fand ein jähes Ende mit der Entwicklung der ersten Fisch-Filetiermaschine durch die Maschinenbaufabrik Rudolf Baader aus Lübeck im Jahr 1921. Sie ersetzte die Arbeitsleistung von acht Frauen. Maschinen aus den 1950er Jahren erledigten das Pensum von bis zu 30 Frauen. Da für die Haltbarmachung von Fisch auch Essig benötigt wurde, gründete die Firma Kühne 1915 eine Essigfabrik in Schlutup. Sie wurde im Jahr 2002 geschlossen. Darüber hinaus wurden für die Vermarktung als Dauerkonserve entsprechende Behältnisse aus Weißblech benötigt. Auf die Herstellung von Fischdosen hatte sich die Fa. Ewers & Co in der Lübecker Waisenhofstraße, später die Fa. Schmalbach-Lubeca im Glashüttenweg spezialisiert. Die 1909 gegründete Firma Hawesta produzierte bis 2023 in Schlutup.
Fischverarbeitung und Umweltschutz
Die schnelle Expansion der Schlutuper Fischverarbeitung führte zu großen Umweltproblemen. So wurden anfangs alle Fischabfälle und Waschwässer unbehandelt in die Trave geleitet. Beim Filetieren von Heringen entstehen immerhin 60 % Abfälle. Zusammen mit den zum Teil giftigen Abwässern des gegenüberliegenden Hochofenwerks Lübeck verwandelte sich die Trave speziell in den Sommermonaten, wenn sie wenig Wasser führte, in eine stinkende Kloake. Abhilfe brachte eine Fischmehlfabrik, die um 1900 in Schlutup ihren Betrieb aufnahm. In der jüngeren Vergangenheit werden nur noch importierte Heringsfilets verarbeitet, so dass der Fischabfall in Lübeck deutlich abnahm. Durch das seit vielen Jahren arbeitende Klärwerk und die nicht mehr vorhandene industrielle Verschmutzung hat die Trave vor Schlutup inzwischen wieder nahezu Badewasserqualität. Ein Beweis hierfür ist die jährliche Wanderung der Heringe flussaufwärts bis in den Lübecker Hafen, da der Hering hinsichtlich der Wasserqualität sehr empfindlich ist und verschmutzte Gewässer meidet.